# سمولیتسه (استان اوپوله)
سمولیتسه (به لهستانی: Smolice) یک منطقهٔ مسکونی در لهستان است که در گمینا پاکوسواویتسه واقع شده‌است.